# Еврейская жизнь
«Еврейская жизнь» — ежемесячный русско-еврейский журнал, выходивший в России с 1 января 1904 года по 1 апреля 1907 года.

## История
В 1903 году городе Санкт-Петербурге начал выходить ежемесячный литературный журнал «Еврейская семейная библиотека», который издавали купец первой гильдии Ш. Ф. Буссель и М. Д. Рывкин; последний был также и его редактором. С 1904 года это периодическое печатное издание стало выходить под новым названием — «Еврейская жизнь».
Журнал «Еврейская жизнь» издавался в столице Российской империи последовательно под редакцией М. Д. Рывкина, И. В. Сорина и А. Д. Идельсона.
Основное внимание журнал «Еврейская жизнь» уделял вопросам теории и практики сионизма и палестинской колонизации. Значительное место занимали вопросы экономики, к которым в то время начал проявляться большой интерес в еврейской интеллигенции (работы Д. С. Пасманика, Б. Д. Бруцкуса, Б. Гольдберга и др.).
«Еврейская жизнь» много писала по вопросам эмиграции (С. Яновский) и национализма (А. Идельсон, В. Е. Жаботинский, С. М. Дубнов, Б. Борохов и др.) и вопросу об Уганде и территориализме, а также полемике с Бундом и с так называемыми «сеймистами». Журнал дал ряд статей и в области палестиноведения, посвятив ему ежемесячное приложение в течение 1906 году. Внимания изящной литературе уделялось существенно меньше.
С 1905 года при ежемесячнике «Еврейская жизнь» начала издаваться под той же редакцией еженедельная газета «Хроника еврейской жизни» (издатель А. Ф. Вилькорейский). «Хроника» отзывалась, главным образом, на запросы текущего дня, борясь с несионистскими течениями (сначала — с «Бундом», а затем также с «Еврейской народной группой»). Рассматривая общественные явления под углом зрения сионизма, газета в соответствии с этим разрабатывала и вопрос о так назыв. Gegenwartsarbeit, национально-политической деятельности сионистской партии в голусе. На созывавшихся редакцией «Хроники» «конференциях сионистской печати» была разработана программа этой национальной политики. В октябре 1905 года «Хроника еврейской жизни» распоряжением администрации была закрыта. Вскоре начал выходить «Еврейский народ», просуществовавший всего два месяца, — он также был закрыт. На смену ему с 1 января 1907 года стал выходить еженедельник «Рассвет», который в той же редакции и при том же направлении выходил до 1915 года.